# St. Kitts Scenic Railway
| St. Kitts Scenic Railway | St. Kitts Scenic Railway |
| ------------------------ | ------------------------ |
| St. Kitts Scenic Railway |                          |
| Streckenlänge:           | 29 km                    |
| Spurweite:               | 762 mm (Schmalspur)      |
|                          |                          |

Die St. Kitts Scenic Railway ist eine 29 km (18 Meilen) lange Schmalspurbahn entlang der Küste der Karibik-Insel St. Kitts mit einer Spurweite von 762 mm (30 Zoll).

## Geschichte

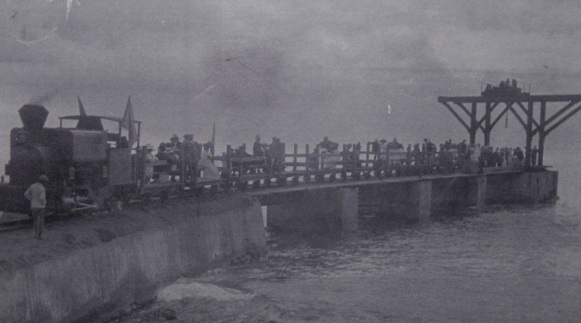
Dampflok Nr. 3 Queen Mary bei der Eröffnung der Zuckerfabrik 1912

Die Gleise wurden von 1912 bis 1926 verlegt, um Zuckerrohr von den Plantagen in die damals neu gebaute Zuckerfabrik in Basseterre zu bringen. Der Bau der Zuckerfabrik wurde 1912 von einer Investorengruppe finanziert, um die Verarbeitungskosten zu reduzieren und die Profitabilität durch den Skaleneffekt zu steigern, als der Zuckerpreis durch den weltweit beginnenden Anbau von Zuckerrüben sank. Die Eisenbahn war jeweils in der Erntesaison von Februar bis Juni in Betrieb.

### Aktuelle Nutzung

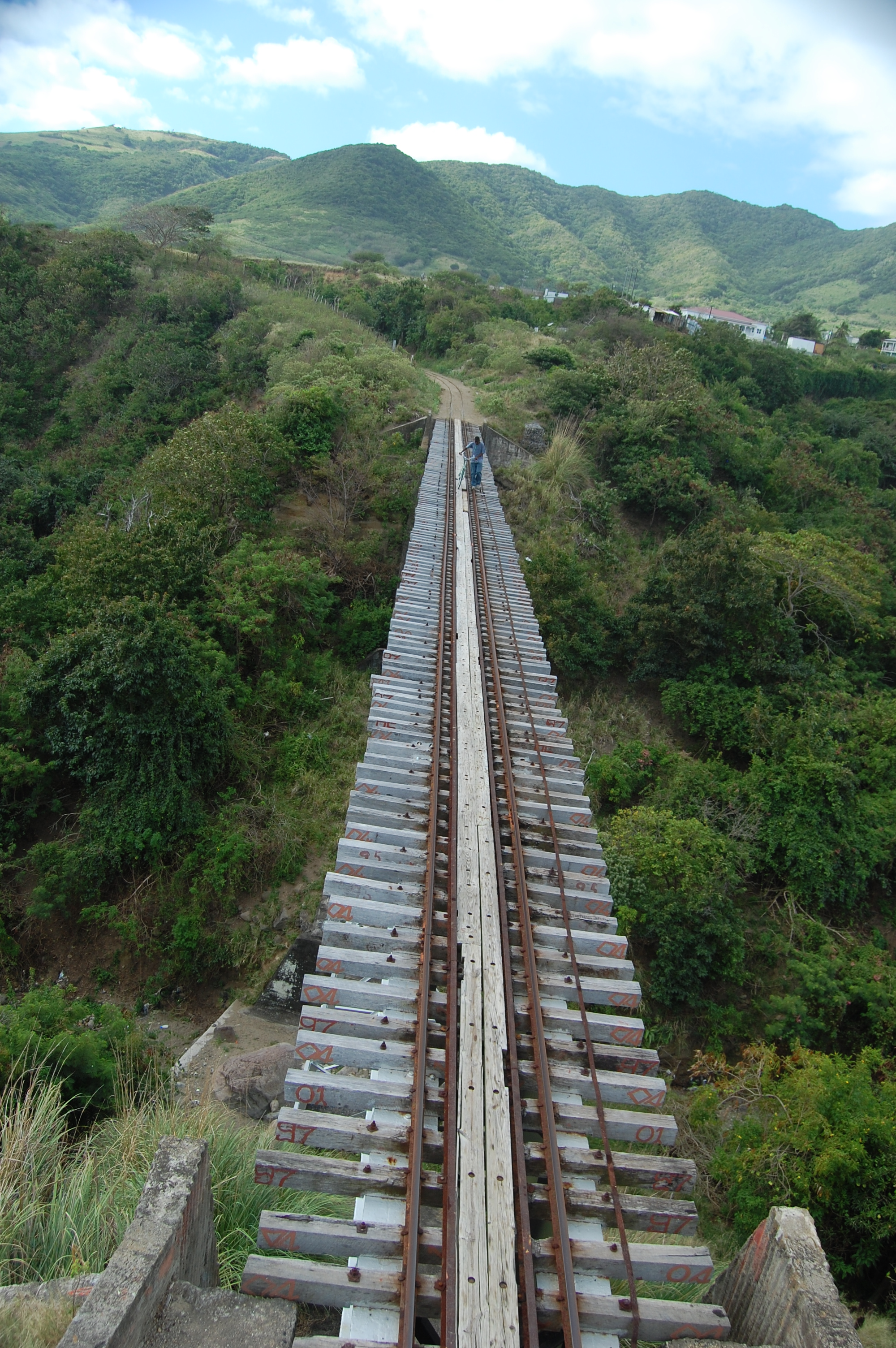
Die Bahnstrecke führt über mehrere Brücken.

Die private St. Kitts Scenic Railway befährt die Strecke seit dem 28. Januar 2003 mit Touristenzügen, basierend auf einer Partnerschaft zwischen der Regierung und einem Privatunternehmen. Unter dem Slogan „Die letzte Eisenbahn in der Karibik – Last Railway in the West Indies“ demonstriert sie ihre Zielsetzung, einen geschichtlichen Blick in die Vergangenheit anzubieten, als Zucker noch das wirtschaftliche Haupterzeugnis der Insel war.
Genau genommen ist dieser Slogan aber nicht korrekt, denn es gibt auch heute noch funktionierende Eisenbahnen in der Karibik (u. a. auf Kuba, Jamaika, Martinique oder in der Dominikanischen Republik). Aktuell wird der Betrieb vorwiegend durch die touristische Nutzung im Zusammenhang von Kreuzfahrten finanziert. Eine Inbetriebnahme der vollständigen historischen Rundstrecke um die Insel ist aber nicht geplant.

## Rollmaterial

### Lokomotiven
Die Eisenbahn besitzt und betreibt drei dieselhydraulische Lokomotiven der PKP class Lyd2 von FAUR in Rumänien. Die Lokomotiven besitzen eine zentrale Führerkabine für beide Fahrtrichtungen und generalüberholte Henschel-Dieselmotoren.

### Wagen
Die Doppelstockwagen wurden von Jeff Hamilton als eine Neuentwicklung konstruiert und gebaut. Das Dach kann hydraulisch angehoben werden, um einen unbehinderten Blick in die Natur freizugeben, während das untere Geschoss mit Klimaanlagen, gepolsterten Rattan-Sesseln, Toiletten und Gemälden von lokalen Künstlern luxuriöser ausgestattet ist.

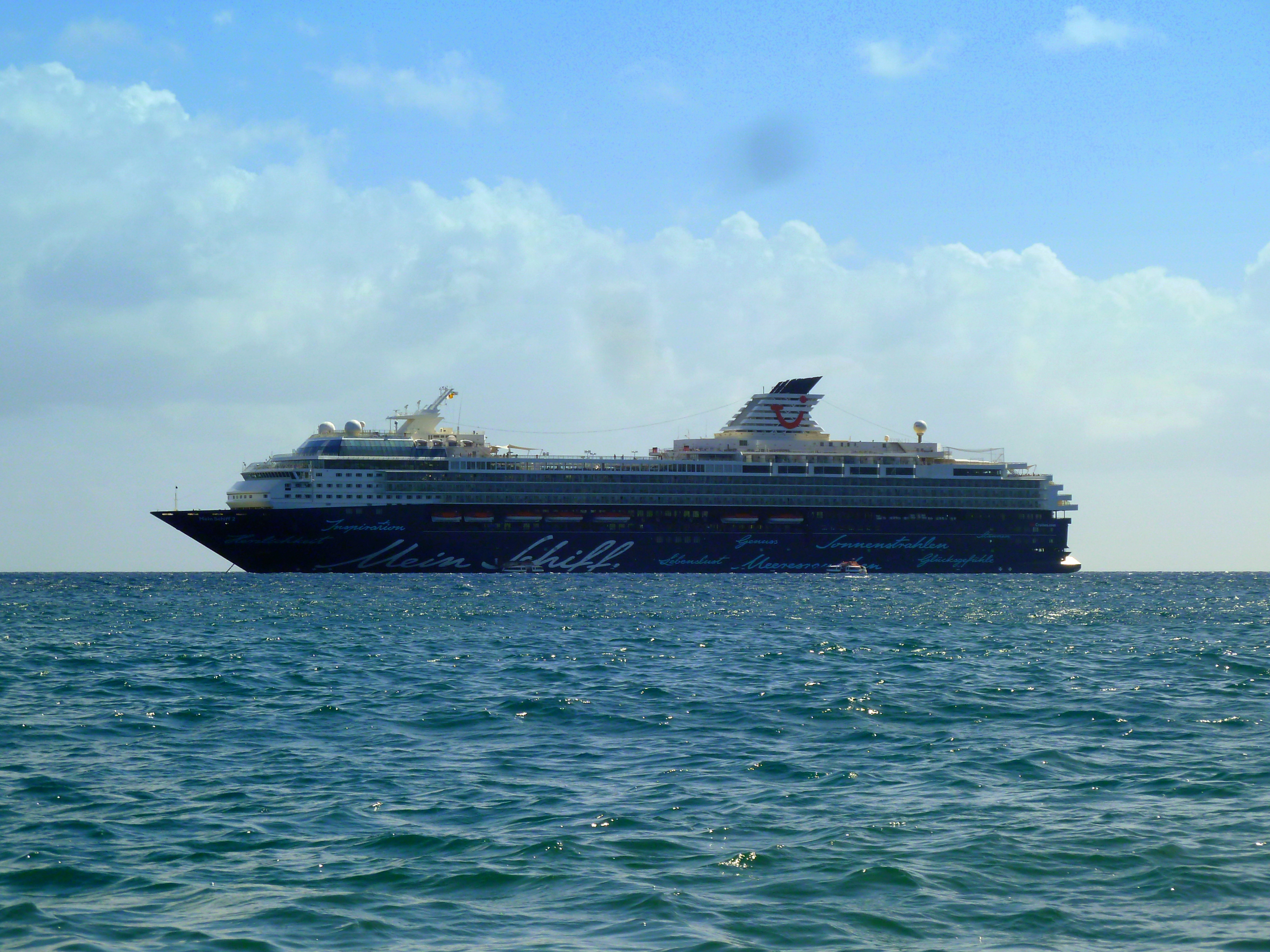
Kreuzfahrtschiff vor St. Kitts. Der Eisenbahnbetrieb ist wirtschaftlich von Fährurlaubern abhängig.